# Gräberfeld von Nötanabben

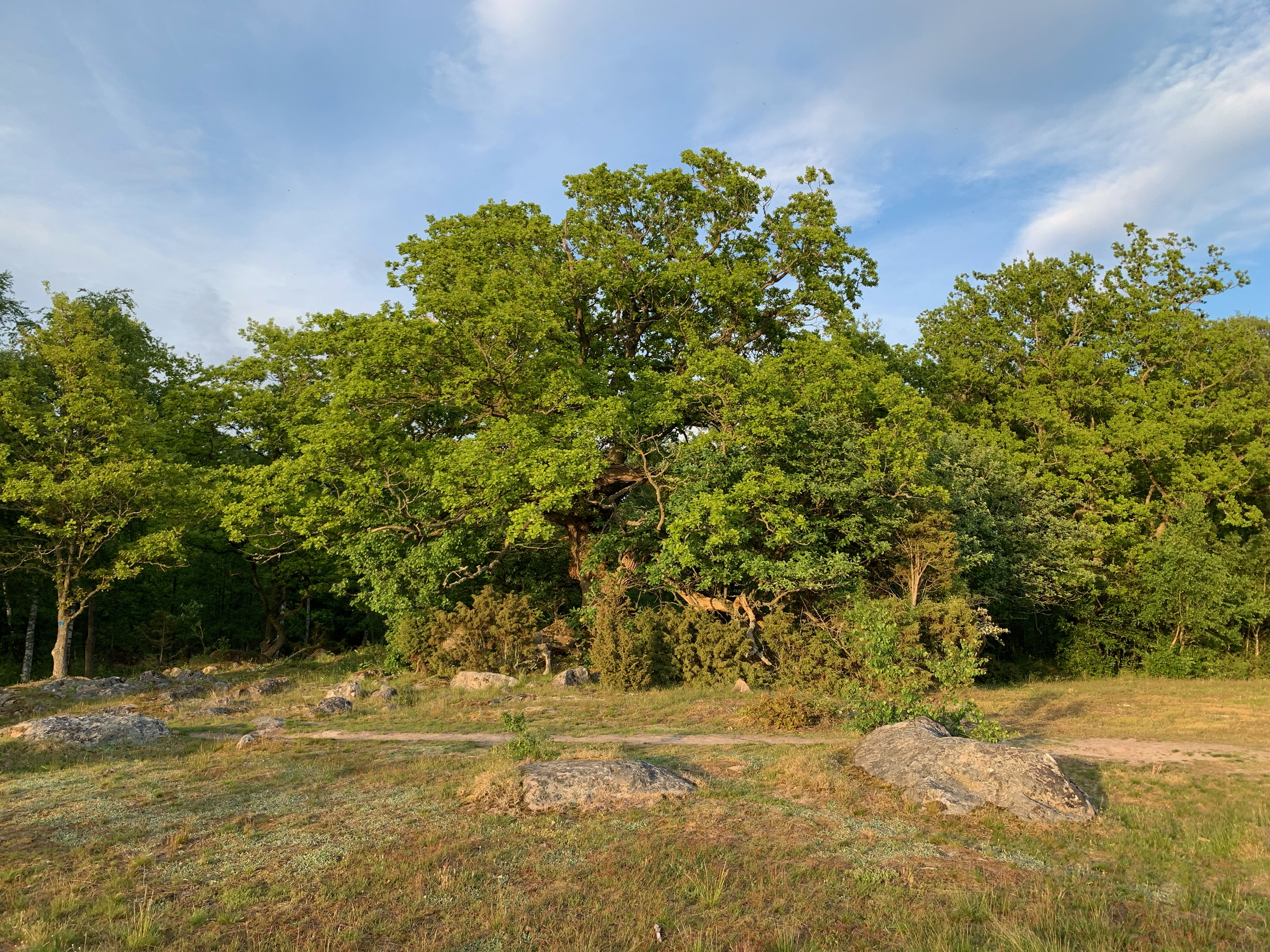
Gö Naturreservat

Das Gräberfeld von Nötanabben (schwedisch Nötanabben gravfält – RAÄ-Nr. Edestad 97:1) liegt im 1940 Hektar (davon 500 ha Wasser) großen Naturschutzgebiet Gö (Gö Naturreservat) am Rande der Halbinsel Gö, nördlich von Gö und südlich von Ronneby in Blekinge in Schweden.
Das 150 × 130 m große Gräberfeld aus der Stein-, Bronze- und Eisenzeit besteht aus etwa 90 Denkmälern, darunter zahlreiche Steinsetzungen unterschiedlicher Größe und Form. 19 Bautasteine, 18 Schiffssetzungen (schwedisch skeppsättningar), eine ovale, acht eckige, drei runde (gefüllte) und 10 beschädigte Steinsetzungen, ein Steinkreis und ein Treudd. Darüber hinaus gibt es 25 kleine Grabhügel, eine Röse und andere Monumente.

## Beschreibung
Die Röse auf dem höchsten Punkt, hat einen Durchmesser von etwa 15,0 m und eine Höhe von 1,0 m. Die Steine sind in der Regel 0,3 bis 0,5 m groß. Die Füllung enthält aber auch mehrere große Blöcke.
Die runden, gefüllten Steinsetzungen befinden sich auf der Klippe nordwestlich der Röse. Sie haben Durchmesser von 4,0 bis 6,5 m und sind 0,15 bis 0,4 m hoch. Die Füllung besteht aus 0,1 bis 0,35 m großen gerundeten Steinen (Geröll).
Die Grabhügel haben 2,5 bis 7,0 m Durchmesser und sind 0,15 bis 0,5 m hoch. Ein Hügel ist von Randsteinen umgeben, einer hat in der Mitte einen Stein von 0,9 × 0,5 m. Sechs Hügel haben in der Mitte Gruben von 1,0 bis 1,5 m Durchmesser und 0,2 bis 0,4 m Tiefe. 15 Hügel sind als unsicher zu bezeichnen. Sieben davon, die sich im Westen entlang der Hügelkuppe befinden, sind möglicherweise durch Sandflug entstanden.
Die Nordwest-Südost orientierten Schiffssetzungen messen 2,0 bis 4,75 auf 5,5 × 12,5 m. Alle sind ungefüllt und haben 0,1 bis 0,3 m hohe Randsteinketten aus dicht stehenden 0,25 bis 1,0 m hohen Steinen. 10 Schiffe haben einen Maststein von 0,6 bis 3 m Höhe, aber alle bis auf vier sind umgefallen. 16 Schiffssetzungen befinden sich im südlichen Teil des Gräberfeldes. Die Mehrheit liegt in Gruppen zu dreien oder vieren.
Die rechteckigen Steinsetzungen sind alle ungefüllt. Sieben haben 4,5 bis 6,5 m Seitenlänge und sind Nordwest-Südost orientiert. Die Randsteinketten sind 0,1 bis 0,35 m hoch, und aus 0,3 bis 0,5 m großen Steinen dicht geschichtet. Eine der Steinsetzungen besteht aus 0,65 bis 1,65 m hohen Steinen. Eine hat größere Ecksteine. Eine hat einen Hügel mit einem Durchmesser von 2,8 m und einer Höhe von 0,15 m in der Mitte. Zwei weitere haben einen erhöhten Mittelteil. Fünf der quadratischen Steinsetzungen liegen benachbart im Südosten des Gräberfeldes. Die nördlichste ist rechteckig, misst 9,5 × 6 m und besteht aus 0,25 bis 0,6 m hohen und 0,7 bis 1,15 m langen Steinblöcken.
Die ovale Steinsetzung misst 4,7 × 3,3 m und hat einen dichten, 0,1 m hohen Rand aus 0,2 bis 0,5 m langen Steinen. In der Mitte befindet sich ein 0,2 m hoher rötlicher Stein, der sich laut einer Grabung in den 1970er Jahren in einer Schüttung mit verbrannten Knochen befand.
Der 0,2 m hohe Treudd in der Nähe des Gräberfeldes misst 5,75 m und ist gewölbt. Die Randsteinkette aus runden Steinen von 0,3 bis 0,4 m Durchmesser ist 0,1 m hoch. Bei der Untersuchung von 1970 wurden Bautasteine in Gruben gefunden.
Der nördlich gelegene Domarring hat einen Durchmesser von 6,5 m und besteht aus acht – ursprünglich wahrscheinlich zehn – etwa 0,1 bis 0,55 m hohen – 0,5 bis 0,9 m dicken Steinen. Einer der Felsen ist ein liegender, ursprünglicher Bautastein.
Die unvollständigen Steinsetzungen sind ungefüllt und bestehen aus nur teilweise erhaltenen oder sichtbaren 0,1 bis 0,2 m hohen und 0,15 bis 0,3 m langen Steinen. Ihre ursprüngliche Form kann ohne archäologische Untersuchung nicht bestimmt werden.
Die Bautasteine, von denen bis auf drei alle umgefallen sind, sind 0,95 bis 3,1 m hoch und befinden sich im Norden des Grabfeldes. Einige liegen in zerstörten Steinsetzungen. In der Mitte des Gräberfeldes befinden sich fünf kantige Steine von 0,15 bis 0,7 m Stärke in beschädigten Steinsetzungen.
Im Norden des Gräberfeldes sind Spuren prähistorischer Steinbrüche zu finden. Insgesamt gibt es vier Bruchstellen, 2,75 bis 8,75 m lang und 0,3 bis 0,6 m tief.